# P
P o p (chiamata pi in italiano) è la quattordicesima lettera dell'alfabeto italiano e la sedicesima dell'alfabeto latino.
Il simbolo rappresenta anche la lettera rho nell'alfabeto greco e la er in quello cirillico. [p] è il simbolo di una consonante occlusiva bilabiale sorda nell'alfabeto fonetico internazionale.

## Storia
| proto-semitica pith (bocca) | pe fenicia | pi greco | P etrusca | P latina |

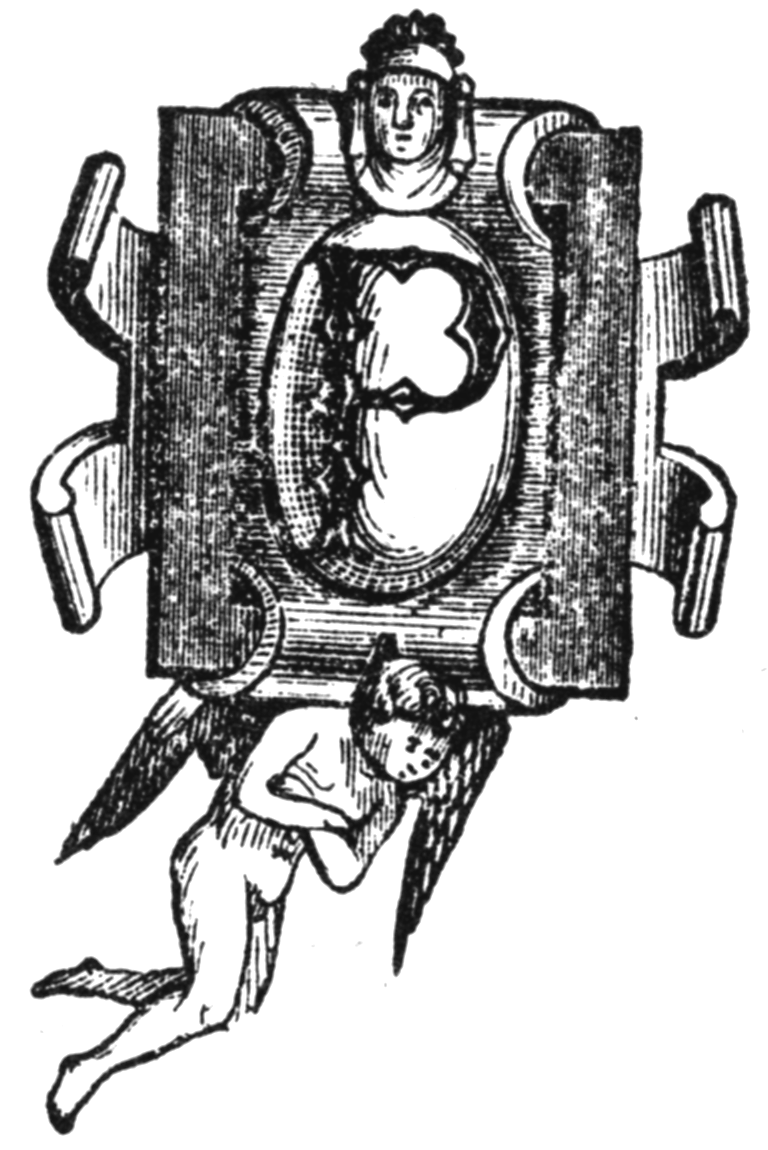
Esempio di capolettera

La pê semitica (bocca) così come la greca Π o π (Pi) e le lettere etrusca e latina che si svilupparono da questa, simboleggiano la [p], una consonante sorda occlusiva. Chi parla in arabo ha di solito difficoltà a pronunciare questo suono, che viene pronunciato invece come una b, dal momento che nel sistema fonologico dell'arabo esiste un'unica occlusiva bilabiale, sonora, e non esiste una occlusiva bilabiale sorda.